# Torneo Regional 1976
El Torneo Regional 1976 fue la décima edición de este torneo, organizado por el Consejo Federal de la Asociación del Fútbol Argentino. Su objetivo era clasificar 4 equipos para disputar el Campeonato Nacional 1976.

## Sistema de disputa
En este torneo se dividió a los 51 participantes en 8 grupos por cercanía geográfica, variando la cantidad de equipos por grupo. Todas las fases del torneo se jugaban por el sistema de eliminación directa con partidos de ida y de vuelta, con los equipos ingresando en diferentes etapas. 
Los ganadores de cada grupo jugaron las finales. Los 4 ganadores clasificaron al Torneo Nacional 1976.

## Equipos participantes

### Distribución geográfica
| Región                           | Equipos |
| -------------------------------- | ------- |
| Provincia de Buenos Aires        | 11      |
| Provincia de Catamarca           | 1       |
| Provincia del Chaco              | 2       |
| Provincia del Chubut             | 2       |
| Provincia de Córdoba             | 5       |
| Provincia de Corrientes          | 2       |
| Provincia de Entre Ríos          | 5       |
| Provincia de Formosa             | 1       |
| Provincia de Jujuy               | 1       |
| Provincia de La Pampa            | 1       |
| Provincia de La Rioja            | 1       |
| Provincia de Mendoza             | 4       |
| Provincia de Misiones            | 1       |
| Provincia del Neuquén            | 2       |
| Provincia de Río Negro           | 1       |
| Provincia de Salta               | 0       |
| Provincia de San Juan            | 1       |
| Provincia de San Luis            | 2       |
| Provincia de Santa Cruz          | 2       |
| Provincia de Santa Fe            | 2       |
| Provincia de Santiago del Estero | 1       |
| Provincia de Tierra del Fuego    | 0       |
| Provincia de Tucumán             | 3       |
| Total                            | 51      |

### Grupos
| Grupo   | Equipo                                    | Localidad                   | Provincia           | Liga de origen                               |
| ------- | ----------------------------------------- | --------------------------- | ------------------- | -------------------------------------------- |
| Grupo A | Club Alumni Azuleño                       | Azul                        | Buenos Aires        | Liga de Fútbol de Azul                       |
| Grupo A | Club Atlético Boca Juniors                | Tres Arroyos                | Buenos Aires        | Liga Regional Tresarroyense de fútbol        |
| Grupo A | Club Social y Deportivo Estación Quequén  | Quequén                     | Buenos Aires        | Liga Necochense de Fútbol                    |
| Grupo A | Club Social y Deportivo Excursionistas    | Tandil                      | Buenos Aires        | Liga Tandilense de fútbol                    |
| Grupo A | Club Jorge Newbery                        | Junín                       | Buenos Aires        | Liga Deportiva del Oeste                     |
| Grupo A | Club Atlético Juventud                    | Pergamino                   | Buenos Aires        | Liga de Fútbol de Pergamino                  |
| Grupo A | Club Atlético Kimberley                   | Mar del Plata               | Buenos Aires        | Liga Marplatense de Fútbol                   |
| Grupo A | Club Social y Deportivo Loma Negra        | Olavarría                   | Buenos Aires        | Liga de Fútbol de Olavarría                  |
| Grupo A | Club Protto Hermanos                      | San Nicolás                 | Buenos Aires        | Liga Nicoleña de Fútbol                      |
| Grupo A | Club Rosario Puerto Belgrano              | Punta Alta                  | Buenos Aires        | Liga del Sur (Bahía Blanca)                  |
| Grupo B | Club El Ciclón                            | Carmen de Patagones         | Buenos Aires        | Liga Rionegrina de Fútbol                    |
| Grupo B | Club Atlético Huracán                     | Comodoro Rivadavia          | Chubut              | Liga de Fútbol de Comodoro Rivadavia         |
| Grupo B | Club Social y Deportivo Huracán           | Trelew                      | Chubut              | Liga de Fútbol Valle del Chubut              |
| Grupo B | Club Cipolletti                           | Cipolletti                  | Río Negro           | Liga Deportiva Confluencia                   |
| Grupo B | Asociación Atlético Boxing Club           | Río Gallegos                | Santa Cruz          | Liga de Fútbol Sur de Santa Cruz             |
| Grupo B | Club Atlético Social y Deportivo Talleres | Caleta Olivia               | Santa Cruz          | Liga de Fútbol Norte de Santa Cruz           |
| Grupo C | Club Sportivo Benjamín Matienzo           | Goya                        | Corrientes          | Liga Goyana de Fútbol                        |
| Grupo C | Club Deportivo Mandiyú                    | Corrientes                  | Corrientes          | Liga Correntina de Fútbol                    |
| Grupo C | Club Atlético Paraná                      | Paraná                      | Entre Ríos          | Liga Paranaense de Fútbol                    |
| Grupo C | Club Atlético Uruguay                     | Concepción del Uruguay      | Entre Ríos          | Liga de Fútbol de Concepción del Uruguay     |
| Grupo C | Club Defensores de Colón                  | Colón                       | Entre Ríos          | Liga Departamental de Fútbol de Colón        |
| Grupo C | Club Atlético Ferrocarril                 | Concordia                   | Entre Ríos          | Liga Concordiense de Fútbol                  |
| Grupo C | Racing Club                               | Gualeguaychú                | Entre Ríos          | Liga Departamental de Fútbol de Gualeguaychú |
| Grupo C | Club Atlético Posadas                     | Posadas                     | Misiones            | Liga Posadeña de Fútbol                      |
| Grupo D | Club Atlético Sarmiento                   | Resistencia                 | Chaco               | Liga Chaqueña de Fútbol                      |
| Grupo D | Club Deportivo Unión                      | Pampa Alegría               | Chaco               | Liga Saenzpeñense de Fútbol                  |
| Grupo D | Club Sportivo Patria                      | Formosa                     | Formosa             | Liga Formoseña de Fútbol                     |
| Grupo D | Club Nacional                             | Santa Fe                    | Santa Fe            | Liga Santafesina de Fútbol                   |
| Grupo D | Sportivo Fútbol Club                      | Álvarez                     | Santa Fe            | Asociación Rosarina de Fútbol                |
| Grupo E | Club Sportivo 9 de Julio                  | Río Tercero                 | Córdoba             | Liga Regional Riotercerense de Fútbol        |
| Grupo E | Club Atlético Alumni                      | Villa María                 | Córdoba             | Liga Villamariense de Fútbol                 |
| Grupo E | Asociación Atlética Banda Norte           | Río Cuarto                  | Córdoba             | Liga Regional de Fútbol de Río Cuarto        |
| Grupo E | Instituto Atlético Central Córdoba        | Córdoba                     | Córdoba             | Liga Cordobesa de Fútbol                     |
| Grupo E | Club Atlético Talleres                    | Cruz del Eje                | Córdoba             | Liga Cruzdelejeña de Fútbol                  |
| Grupo E | Club Sportivo Desamparados                | San Juan                    | San Juan            | Liga Sanjuanina de Fútbol                    |
| Grupo E | Club Atlético Colegiales                  | Villa Mercedes              | San Luis            | Liga de Fútbol de Villa Mercedes (S.L.)      |
| Grupo E | Club Atlético Defensores del Oeste        | San Luis                    | San Luis            | Liga Sanluiseña de Fútbol                    |
| Grupo F | Club Atlético All Boys                    | Santa Rosa                  | La Pampa            | Liga Cultural de Fútbol                      |
| Grupo F | Club Atlético Argentino                   | San José                    | Mendoza             | Liga Mendocina de Fútbol                     |
| Grupo F | Club Deportivo La Central                 | La Central                  | Mendoza             | Liga Rivadaviense de Fútbol                  |
| Grupo F | Club Huracán                              | San Rafael                  | Mendoza             | Liga Sanrafaelina de Fútbol                  |
| Grupo F | Sport Club Pacífico                       | General Alvear              | Mendoza             | Liga Alvearense de Fútbol                    |
| Grupo F | Asociación Deportiva Centenario           | Centenario                  | Neuquén             | Liga de Fútbol del Neuquén                   |
| Grupo F | Club Social y Deportivo Juventud Unida    | Centenario                  | Neuquén             | Liga de Fútbol del Neuquén                   |
| Grupo G | Club Atlético Ledesma                     | Libertador Gral. San Martín | Jujuy               | Liga Regional Jujeña de Fútbol               |
| Grupo G | Club Atlético Central Córdoba             | Santiago del Estero         | Santiago del Estero | Liga Santiagueña de Fútbol                   |
| Grupo H | Club Atlético Sarmiento                   | Catamarca                   | Catamarca           | Liga Catamarqueña de Fútbol                  |
| Grupo H | Club Atlético Américo Tesorieri           | La Rioja                    | La Rioja            | Liga Riojana de Fútbol                       |
| Grupo H | Concepción Fútbol Club                    | Concepción                  | Tucumán             | Liga Tucumana de Fútbol                      |
| Grupo H | Club Atlético San Martín                  | San Miguel de Tucumán       | Tucumán             | Liga Tucumana de Fútbol                      |
| Grupo H | Club Atlético Santa Rosa                  | Santa Rosa y Los Rojo       | Tucumán             | Liga Tucumana de Fútbol                      |

## Primera etapa
| Fechas        | Grupo | Local en la vuelta              |   | Global        |   | Local en la ida                |
| ------------- | ----- | ------------------------------- | - | ------------- | - | ------------------------------ |
| 15 de febrero | A     | Boca Juniors (Tres Arroyos)     | 0 | (2) 5 - 5 (1) | 5 | Juventud (Pergamino)           |
| 22 de febrero | A     | Boca Juniors (Tres Arroyos)     | 5 | (2) 5 - 5 (1) | 0 | Juventud (Pergamino)           |
| 15 de febrero | A     | Jorge Newbery (Junín)           | 1 | 4 - 2         | 2 | Protto Hermanos                |
| 22 de febrero | A     | Jorge Newbery (Junín)           | 3 | 4 - 2         | 0 | Protto Hermanos                |
| 15 de febrero | B     | Talleres (Caleta Olivia)        | 1 | 5 - 4         | 3 | Boxing Club                    |
| 22 de febrero | B     | Talleres (Caleta Olivia)        | 4 | 5 - 4         | 1 | Boxing Club                    |
| 15 de febrero | B     | El Ciclón (Carmen de Patagones) | 0 | 0 - 4         | 4 | Cipolletti                     |
| 22 de febrero | B     | El Ciclón (Carmen de Patagones) | 0 | 0 - 4         | 0 | Cipolletti                     |
| 15 de febrero | C     | Atlético Uruguay (CdU)          | 1 | 4 - 1         | 1 | Racing Club (Gualeguaychú)     |
| 22 de febrero | C     | Atlético Uruguay (CdU)          | 3 | 4 - 1         | 0 | Racing Club (Gualeguaychú)     |
| 15 de febrero | D     | Sportivo (Álvarez)              | 2 | 4 - 2         | 2 | Nacional (Santa Fe)            |
| 22 de febrero | D     | Sportivo (Álvarez)              | 2 | 4 - 2         | 0 | Nacional (Santa Fe)            |
| 15 de febrero | E     | Alumni (Villa María)            | 2 | 6 - 2         | 1 | 9 de Julio (Río Tercero)       |
| 22 de febrero | E     | Alumni (Villa María)            | 4 | 6 - 2         | 1 | 9 de Julio (Río Tercero)       |
| 15 de febrero | F     | Atlético Argentino (Mendoza)    | 1 | 2 - 1         | 0 | Deportivo La Central (Mendoza) |
| 22 de febrero | F     | Atlético Argentino (Mendoza)    | 1 | 2 - 1         | 1 | Deportivo La Central (Mendoza) |
| 15 de febrero | F     | Juventud Unida (Centenario)     | 4 | 4 - 5         | 4 | Centenario                     |
| 22 de febrero | F     | Juventud Unida (Centenario)     | 0 | 4 - 5         | 1 | Centenario                     |
| 15 de febrero | G     | Atlético Ledesma                | 1 | 3 - 2         | 2 | Central Córdoba (SdE)          |
| 22 de febrero | G     | Atlético Ledesma                | 2 | 3 - 2         | 0 | Central Córdoba (SdE)          |
| 15 de febrero | H     | Concepción F.C.                 | 3 | 4 - 5         | 3 | Santa Rosa (Tucumán)           |
| 22 de febrero | H     | Concepción F.C.                 | 1 | 4 - 5         | 2 | Santa Rosa (Tucumán)           |

## Segunda etapa
| Fechas        | Grupo | Local en la vuelta           |   | Global        |   | Local en la ida                      |
| ------------- | ----- | ---------------------------- | - | ------------- | - | ------------------------------------ |
| 29 de febrero | A     | Jorge Newbery (Junín)        | 2 | (4) 4 - 4 (3) | 2 | Boca Juniors (Tres Arroyos)          |
| 7 de marzo    | A     | Jorge Newbery (Junín)        | 2 | (4) 4 - 4 (3) | 2 | Boca Juniors (Tres Arroyos)          |
| 29 de febrero | A     | Loma Negra (Olavarría)       | 1 | (v)1 - 1      | 1 | Rosario Puerto Belgrano (Punta Alta) |
| 7 de marzo    | A     | Loma Negra (Olavarría)       | 0 | (v)1 - 1      | 0 | Rosario Puerto Belgrano (Punta Alta) |
| 29 de febrero | A     | Alumni Azuleño (Azul)        | 2 | 5 - 3         | 3 | Kimberley (Mar del Plata)            |
| 7 de marzo    | A     | Alumni Azuleño (Azul)        | 3 | 5 - 3         | 0 | Kimberley (Mar del Plata)            |
| 7 de marzo    | A     | Excursionistas (Tandil)      | 2 | 4 - 3         | 2 | Estación Quequén                     |
| 14 de marzo   | A     | Excursionistas (Tandil)      | 2 | 4 - 3         | 1 | Estación Quequén                     |
| 29 de febrero | B     | Cipolletti                   | 2 | 10 - 4        | 4 | Talleres (Caleta Olivia)             |
| 7 de marzo    | B     | Cipolletti                   | 8 | 10 - 4        | 0 | Talleres (Caleta Olivia)             |
| 29 de febrero | B     | Huracán (Comodoro Rivadavia) | 0 | 3 - 0         | 0 | Huracán (Trelew)                     |
| 7 de marzo    | B     | Huracán (Comodoro Rivadavia) | 3 | 3 - 0         | 0 | Huracán (Trelew)                     |
| 29 de febrero | C     | Atlético Paraná              | 1 | 5 - 1         | 1 | Atlético Uruguay (CdU)               |
| 8 de marzo    | C     | Atlético Paraná              | 4 | 5 - 1         | 0 | Atlético Uruguay (CdU)               |
| 29 de febrero | C     | Ferrocarril (Concordia)      | 1 | 4 - 2         | 1 | Defensores de Colón                  |
| 14 de marzo   | C     | Ferrocarril (Concordia)      | 3 | 4 - 2         | 1 | Defensores de Colón                  |
| 29 de febrero | D     | Unión (Pampa Alegría)        | 1 | 3 - 2         | 2 | Sarmiento (Resistencia)              |
| 14 de marzo   | D     | Unión (Pampa Alegría)        | 2 | 3 - 2         | 0 | Sarmiento (Resistencia)              |
| 7 de marzo    | D     | Sportivo Patria              | 2 | 4 - 0         | 0 | Sportivo (Álvarez)                   |
| 14 de marzo   | D     | Sportivo Patria              | 2 | 4 - 0         | 0 | Sportivo (Álvarez)                   |
| 29 de febrero | E     | Instituto                    | 1 | 8 - 1         | 0 | Alumni (Villa María)                 |
| 7 de marzo    | E     | Instituto                    | 7 | 8 - 1         | 1 | Alumni (Villa María)                 |
| 29 de febrero | E     | Banda Norte (Rio Cuarto)     | 5 | 6 - 3         | 3 | Talleres (Cruz del Eje)              |
| 7 de marzo    | E     | Banda Norte (Rio Cuarto)     | 1 | 6 - 3         | 0 | Talleres (Cruz del Eje)              |
| 29 de febrero | E     | Colegiales (Villa Mercedes)  | 0 | 0 - 4         | 3 | Defensores del Oeste (San Luis)      |
| 7 de marzo    | E     | Colegiales (Villa Mercedes)  | 0 | 0 - 4         | 1 | Defensores del Oeste (San Luis)      |
| 29 de febrero | F     | All Boys (Santa Rosa)        | 2 | (v)3 - 3      | 2 | Centenario                           |
| 7 de marzo    | F     | All Boys (Santa Rosa)        | 1 | (v)3 - 3      | 1 | Centenario                           |
| 29 de febrero | F     | Huracán (San Rafael)         | 0 | 0 - 2         | 2 | Sport Club Pacífico (General Alvear) |
| 7 de marzo    | F     | Huracán (San Rafael)         | 0 | 0 - 2         | 0 | Sport Club Pacífico (General Alvear) |
| 29 de febrero | H     | Sarmiento (Catamarca)        | 0 | 1 - 2         | 1 | Américo Tesorieri (La Rioja)         |
| 7 de marzo    | H     | Sarmiento (Catamarca)        | 1 | 1 - 2         | 1 | Américo Tesorieri (La Rioja)         |
| 29 de febrero | H     | San Martín (Tucumán)         | 3 | 12 - 1        | 0 | Santa Rosa (Tucumán)                 |
| 7 de marzo    | H     | San Martín (Tucumán)         | 9 | 12 - 1        | 1 | Santa Rosa (Tucumán)                 |

## Tercera etapa
| Fechas       | Grupo | Local en la vuelta                   |   | Global |   | Local en la ida                 |
| ------------ | ----- | ------------------------------------ | - | ------ | - | ------------------------------- |
| 14 de marzo  | A     | Loma Negra (Olavarría)               | 1 | 1 - 5  | 1 | Jorge Newbery (Junín)           |
| 21 de marzo  | A     | Loma Negra (Olavarría)               | 0 | 1 - 5  | 4 | Jorge Newbery (Junín)           |
| 21 de marzo  | A     | Excursionistas (Tandil)              | 1 | 5 - 1  | 1 | Alumni Azuleño (Azul)           |
| 28 de marzo  | A     | Excursionistas (Tandil)              | 4 | 5 - 1  | 0 | Alumni Azuleño (Azul)           |
| 14 de marzo  | B     | Huracán (Comodoro Rivadavia)         | 0 | 5 - 3  | 1 | Cipolletti                      |
| 21 de marzo  | B     | Huracán (Comodoro Rivadavia)         | 5 | 5 - 3  | 2 | Cipolletti                      |
| 21 de marzo  | C     | Ferrocarril (Concordia)              | 0 | 1 - 5  | 3 | Atlético Paraná                 |
| 28 de marzo  | C     | Ferrocarril (Concordia)              | 1 | 1 - 5  | 2 | Atlético Paraná                 |
| 21 de marzo  | C     | Benjamín Matienzo (Goya)             | 0 | 0 - 7  | 4 | Deportivo Mandiyú               |
| 4 de abril   | C     | Benjamín Matienzo (Goya)             | 0 | 0 - 7  | 3 | Deportivo Mandiyú               |
| 21 de marzo  | D     | Unión (Pampa Alegría)                | 0 | 1 - 6  | 4 | Sportivo Patria                 |
| 28 de marzo  | D     | Unión (Pampa Alegría)                | 1 | 1 - 6  | 2 | Sportivo Patria                 |
| 14 de marzo  | E     | Banda Norte (Río Cuarto)             | 0 | 1 - 5  | 1 | Instituto                       |
| 21 de marzo  | E     | Banda Norte (Río Cuarto)             | 1 | 1 - 5  | 4 | Instituto                       |
| 14 de marzo  | E     | Desamparados                         | 4 | 7 - 3  | 1 | Defensores del Oeste (San Luis) |
| 21 de marzo  | E     | Desamparados                         | 3 | 7 - 3  | 2 | Defensores del Oeste (San Luis) |
| 8 de agosto  | F     | Sport Club Pacífico (General Alvear) | 1 | 2 - 3  | 1 | Atlético Argentino (Mendoza)    |
| 11 de agosto | F     | Sport Club Pacífico (General Alvear) | 1 | 2 - 3  | 2 | Atlético Argentino (Mendoza)    |
| 14 de marzo  | H     | San Martín (Tucumán)                 | 0 | 4 - 2  | 1 | Américo Tesorieri (La Rioja)    |
| 21 de marzo  | H     | San Martín (Tucumán)                 | 4 | 4 - 2  | 1 | Américo Tesorieri (La Rioja)    |

## Cuarta etapa
| Fechas       | Grupo | Local en la vuelta      |   | Global |   | Local en la ida              |
| ------------ | ----- | ----------------------- | - | ------ | - | ---------------------------- |
| 4 de abril   | A     | Excursionistas (Tandil) | 1 | 2 - 6  | 3 | Jorge Newbery (Junín)        |
| 11 de abril  | A     | Excursionistas (Tandil) | 1 | 2 - 6  | 3 | Jorge Newbery (Junín)        |
| Sin datos    | C     | Atlético Posadas        | 2 | 5 - 4  | 3 | Deportivo Mandiyú            |
| Sin datos    | C     | Atlético Posadas        | 3 | 5 - 4  | 1 | Deportivo Mandiyú            |
| 28 de marzo  | E     | Desamparados            | 1 | 2 - 0  | 0 | Instituto                    |
| 11 de abril  | E     | Desamparados            | 1 | 2 - 0  | 0 | Instituto                    |
| 14 de agosto | F     | All Boys (La Pampa)     | 1 | 3 - 5  | 3 | Atlético Argentino (Mendoza) |
| 17 de agosto | F     | All Boys (La Pampa)     | 2 | 3 - 5  | 2 | Atlético Argentino (Mendoza) |

## Quinta etapa
| Fechas    | Grupo | Local en la vuelta |   | Global |   | Local en la ida |
| --------- | ----- | ------------------ | - | ------ | - | --------------- |
| Sin datos | C     | Atlético Posadas   | 0 | 1 - 4  | 3 | Atlético Paraná |
| Sin datos | C     | Atlético Posadas   | 1 | 1 - 4  | 1 | Atlético Paraná |

## Finales
| Fechas       | Grupos | Local en la vuelta           |   | Global        |   | Local en la ida              |
| ------------ | ------ | ---------------------------- | - | ------------- | - | ---------------------------- |
| 15 de agosto | A - H  | Jorge Newbery (Junín)        | 0 | 1 - 2         | 1 | San Martín (Tucumán)         |
| 22 de agosto | A - H  | Jorge Newbery (Junín)        | 1 | 1 - 2         | 1 | San Martín (Tucumán)         |
| 15 de agosto | D - C  | Sportivo Patria              | 1 | (5) 3 - 3 (4) | 2 | Atlético Paraná              |
| 22 de agosto | D - C  | Sportivo Patria              | 2 | (5) 3 - 3 (4) | 1 | Atlético Paraná              |
| 15 de agosto | E - G  | Desamparados                 | 0 | 0 - 2         | 0 | Atlético Ledesma             |
| 22 de agosto | E - G  | Desamparados                 | 0 | 0 - 2         | 2 | Atlético Ledesma             |
| 22 de agosto | F - B  | Atlético Argentino (Mendoza) | 0 | 2 - 4         | 4 | Huracán (Comodoro Rivadavia) |
| 29 de agosto | F - B  | Atlético Argentino (Mendoza) | 2 | 2 - 4         | 0 | Huracán (Comodoro Rivadavia) |

## Clasificados al Campeonato Nacional 1976
- Atlético Ledesma
- Huracán (CR)
- San Martín (T)
- Sportivo Patria